# Selección de fútbol sub-20 de Paraguay
La selección de fútbol sub-20 de Paraguay es el representativo de ese país en las competencias oficiales de fútbol de su categoría. Su organización está a cargo de la Asociación Paraguaya de Fútbol, la cual es miembro de la Conmebol.

## Historia
La selección de fútbol sub-20 de Paraguay se ha visto y se entregan a lo largo de los años muchos de los mejores talentos del Paraguay, como Juan Bautista Agüero, Julio César Romero, Roberto Cabañas, Paulo Da Silva, Justo Villar, Salvador Cabañas y Roque Santa Cruz.
El equipo ha participado en 9 eventos de la Copa Mundial de Fútbol Sub-20 de la FIFA y su mejor actuación se produjo en la Copa Mundial de Fútbol Sub-20 de 2001, celebrada en Argentina, cuando Paraguay terminó en el cuarto lugar.
La mejor actuación en el ámbito de Sudamérica se produjo en 1971, cuando ganó el Campeonato Sudamericano de Fútbol Sub-20 (también conocido como «Juventud de América») celebrado en sus tierras, junto con cinco acabados como subcampeón en 1964, 1967, 1985, 2009 y 2013.
Su última participación se dio en el Mundial sub-20 de Turquía 2013, cuando en octavos de final perdió en la prórroga 1-0 ante la selección de Irak.

## Estadísticas

### Copa Mundial de Fútbol Sub-20
| Año   | Ronda            | Posición     | PJ           | PG           | PE           | PP           | GF           | GC           | Dif          |
| ----- | ---------------- | ------------ | ------------ | ------------ | ------------ | ------------ | ------------ | ------------ | ------------ |
| 1977  | Fase de grupos   | 5.º          | 3            | 2            | 0            | 1            | 6            | 2            | +4           |
| 1979  | Cuartos de final | 5.º          | 4            | 2            | 1            | 1            | 8            | 3            | +5           |
| 1981  | No clasificó     | No clasificó | No clasificó | No clasificó | No clasificó | No clasificó | No clasificó | No clasificó | No clasificó |
| 1983  | No clasificó     | No clasificó | No clasificó | No clasificó | No clasificó | No clasificó | No clasificó | No clasificó | No clasificó |
| 1985  | Fase de grupos   | 12.º         | 3            | 0            | 1            | 2            | 3            | 6            | -3           |
| 1987  | No clasificó     | No clasificó | No clasificó | No clasificó | No clasificó | No clasificó | No clasificó | No clasificó | No clasificó |
| 1989  | No clasificó     | No clasificó | No clasificó | No clasificó | No clasificó | No clasificó | No clasificó | No clasificó | No clasificó |
| 1991  | No clasificó     | No clasificó | No clasificó | No clasificó | No clasificó | No clasificó | No clasificó | No clasificó | No clasificó |
| 1993  | No clasificó     | No clasificó | No clasificó | No clasificó | No clasificó | No clasificó | No clasificó | No clasificó | No clasificó |
| 1995  | No clasificó     | No clasificó | No clasificó | No clasificó | No clasificó | No clasificó | No clasificó | No clasificó | No clasificó |
| 1997  | Fase de grupos   | 17.º         | 3            | 0            | 2            | 1            | 5            | 6            | -1           |
| 1999  | Octavos de final | 10.º         | 4            | 2            | 1            | 1            | 7            | 8            | -1           |
| 2001  | Cuarto lugar     | 4.º          | 7            | 3            | 1            | 3            | 8            | 11           | -3           |
| 2003  | Octavos de final | 13.º         | 4            | 2            | 0            | 2            | 4            | 4            | 0            |
| 2005  | No clasificó     | No clasificó | No clasificó | No clasificó | No clasificó | No clasificó | No clasificó | No clasificó | No clasificó |
| 2007  | No clasificó     | No clasificó | No clasificó | No clasificó | No clasificó | No clasificó | No clasificó | No clasificó | No clasificó |
| 2009  | Octavos de final | 14.º         | 4            | 1            | 2            | 1            | 2            | 4            | -2           |
| 2011  | No clasificó     | No clasificó | No clasificó | No clasificó | No clasificó | No clasificó | No clasificó | No clasificó | No clasificó |
| 2013  | Octavos de final | 14.º         | 4            | 1            | 2            | 1            | 3            | 3            | 0            |
| 2015  | No clasificó     | No clasificó | No clasificó | No clasificó | No clasificó | No clasificó | No clasificó | No clasificó | No clasificó |
| 2017  | No clasificó     | No clasificó | No clasificó | No clasificó | No clasificó | No clasificó | No clasificó | No clasificó | No clasificó |
| 2019  | No clasificó     | No clasificó | No clasificó | No clasificó | No clasificó | No clasificó | No clasificó | No clasificó | No clasificó |
| 2023  | No clasificó     | No clasificó | No clasificó | No clasificó | No clasificó | No clasificó | No clasificó | No clasificó | No clasificó |
| 2025  | Clasificado      | Clasificado  | Clasificado  | Clasificado  | Clasificado  | Clasificado  | Clasificado  | Clasificado  | Clasificado  |
| Total | 9/24             | 19.º         | 36           | 13           | 10           | 13           | 46           | 47           | -1           |

## Jugadores

### Última convocatoria
Actualizado el 10 de enero de 2025
Convocatoria para el Campeonato Sudamericano de Fútbol Sub-20 de 2025.